# Willem Geubbels
Willem Davnis Louis Didier Geubbels (* 16. August 2001 in Villeurbanne) ist ein französischer Fußballspieler.

## Karriere

### Verein
Geubbels kam 2010 von ASVEL Foot in die Jugend von Olympique Lyon. Im August 2017 debütierte er für die B-Mannschaft von Lyon in der vierthöchsten Spielklasse, als er am ersten Spieltag der Saison 2017/18 gegen die AS Yzeure in der 66. Minute für Amine Gouiri eingewechselt wurde. Seine ersten Tore für Lyon B erzielte er bei seinem Startelfdebüt gegen den SC Schiltigheim; beim 3:0-Sieg erzielte er alle drei Treffer.
Im September 2017 debütierte Geubbels für die Profis von Lyon in der Ligue 1, als er am siebten Spieltag jener Saison gegen den FCO Dijon in der 84. Minute für Lucas Tousart ins Spiel gebracht wurde. Durch jenen Einsatz wurde er zum ersten Spieler in der Ligue 1, der im 21. Jahrhundert geboren wurde. Im Dezember 2017 gab er auch sein Debüt in der Europa League, als er im letzten Gruppenspiel gegen Atalanta Bergamo kurz vor der Halbzeitpause Maxwell Cornet ersetzte. Dadurch löste er Romelu Lukaku als jüngsten jemals in der Europa League eingesetzten Spieler ab; Geubbels war zu jenem Zeitpunkt 16 Jahre und 113 Tage alt.
Im Sommer 2018 folgte der Wechsel zur AS Monaco für eine Ablösesumme von 20 Millionen Euro. Für Monaco bestritt er sein Ligadebüt am 2. Spieltag, kurz darauf verletzte er sich am Knie bzw. Oberschenkel, was ihn über 17 Monate außer Gefecht setzte. In der Saison 2020/21 spielte Geubbels wieder regelmäßig, die Einsatzzeiten erstreckten sich trotzdem nicht über mehr als eine Halbzeit, weshalb er im Sommer 2021 an den FC Nantes ausgeliehen wurde.
Im Januar 2023 verließ der Spieler Frankreich und wechselte zum FC St. Gallen.
Im August 2025 wechselte er zum Paris FC.

### Nationalmannschaft
Geubbels debütierte im September 2016 gegen Schottland für die französische U-16-Auswahl. In jenem Spiel, das Frankreich 4:0 gewann, erzielte er mit dem Tor zum 1:0 auch seinen ersten Treffer.
Am 1. Februar 2017 spielte er in einem Testspiel gegen Belgien erstmals für die U-17-Mannschaft Frankreichs. Zwei Tage später erzielte er, ebenfalls gegen Belgien, seine ersten beiden Tore für Frankreichs U-17-Team. Im Mai desselben Jahres nahm er mit der Mannschaft an der U-17-EM teil, die Frankreich als Fünfter beendete.
Im August 2017 gab er in einem Testspiel gegen Polen sein Debüt für Frankreichs U-18-Mannschaft. In dieser Partie erzielte Geubbels den Treffer zum 1:1-Endstand. Mit Frankreich nahm er im Oktober 2017 an der U-17-WM teil, bei der man im Achtelfinale ausschied.

## Persönliches
Geubbels wurde als Sohn eines Niederländers und einer Französin zentralafrikanischer Abstammung in Villeurbanne geboren.